# Iso Kärppäjärvi
Iso Kärppäjärvi är en sjö i kommunen Kuhmois i landskapet Mellersta Finland i Finland. Sjön ligger 103,5 meter över havet. Arean är 88 hektar och strandlinjen är 8,46 kilometer lång. Sjön  ingår i Kymmene älvs huvudavrinningsområde.   Den ligger omkring 68 kilometer söder om Jyväskylä och omkring 170 kilometer norr om Helsingfors. 
I sjön finns tre små öar med namnen Muurahaissaari (0,3 hektar), Kalliosaari (600 m²) och Rainionsaari (320 m²).